# Rosa prattii
Rosa prattii är en rosväxtart som beskrevs av William Botting Hemsley. Rosa prattii ingår i släktet rosor, och familjen rosväxter. Inga underarter finns listade i Catalogue of Life.

## Bildgalleri

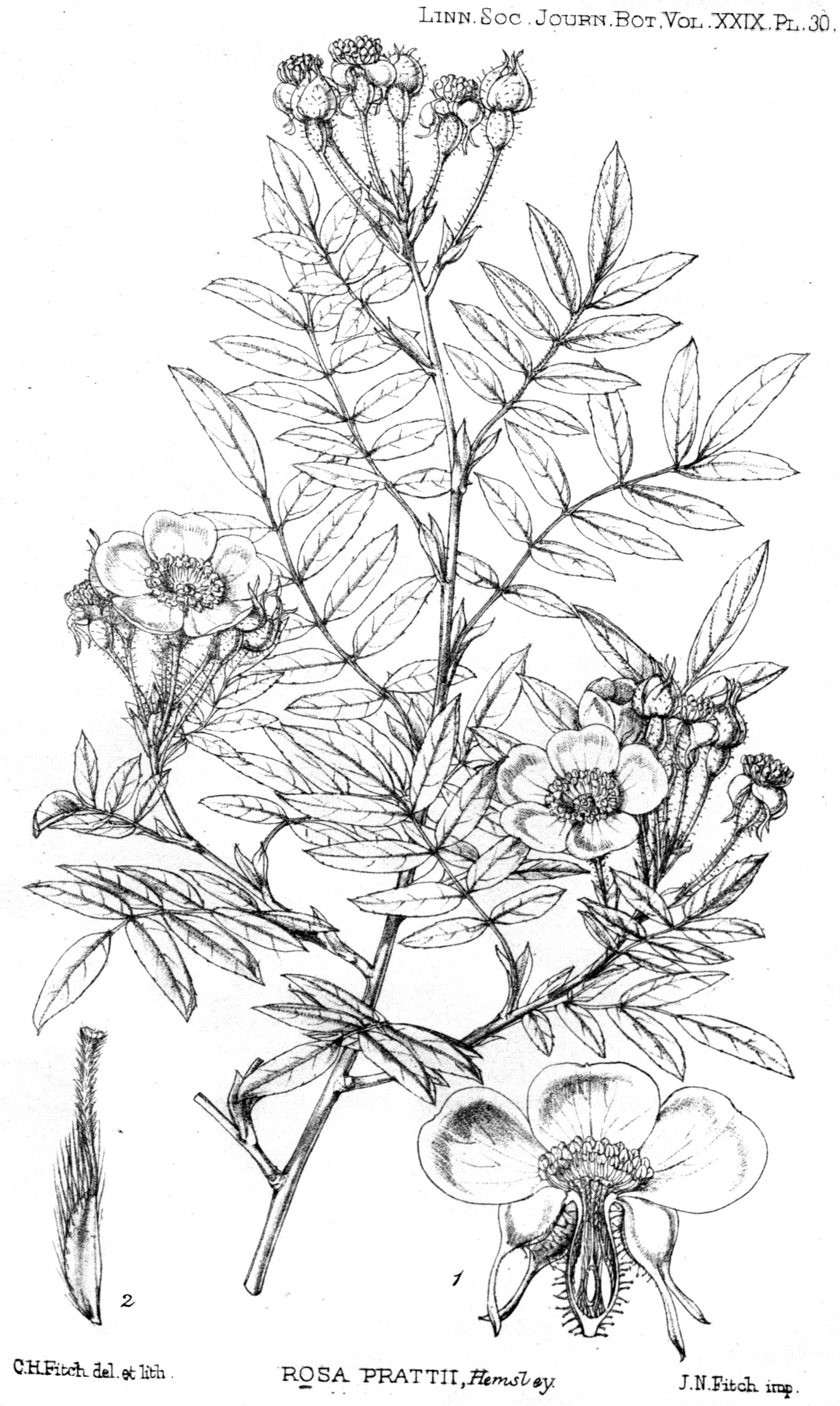
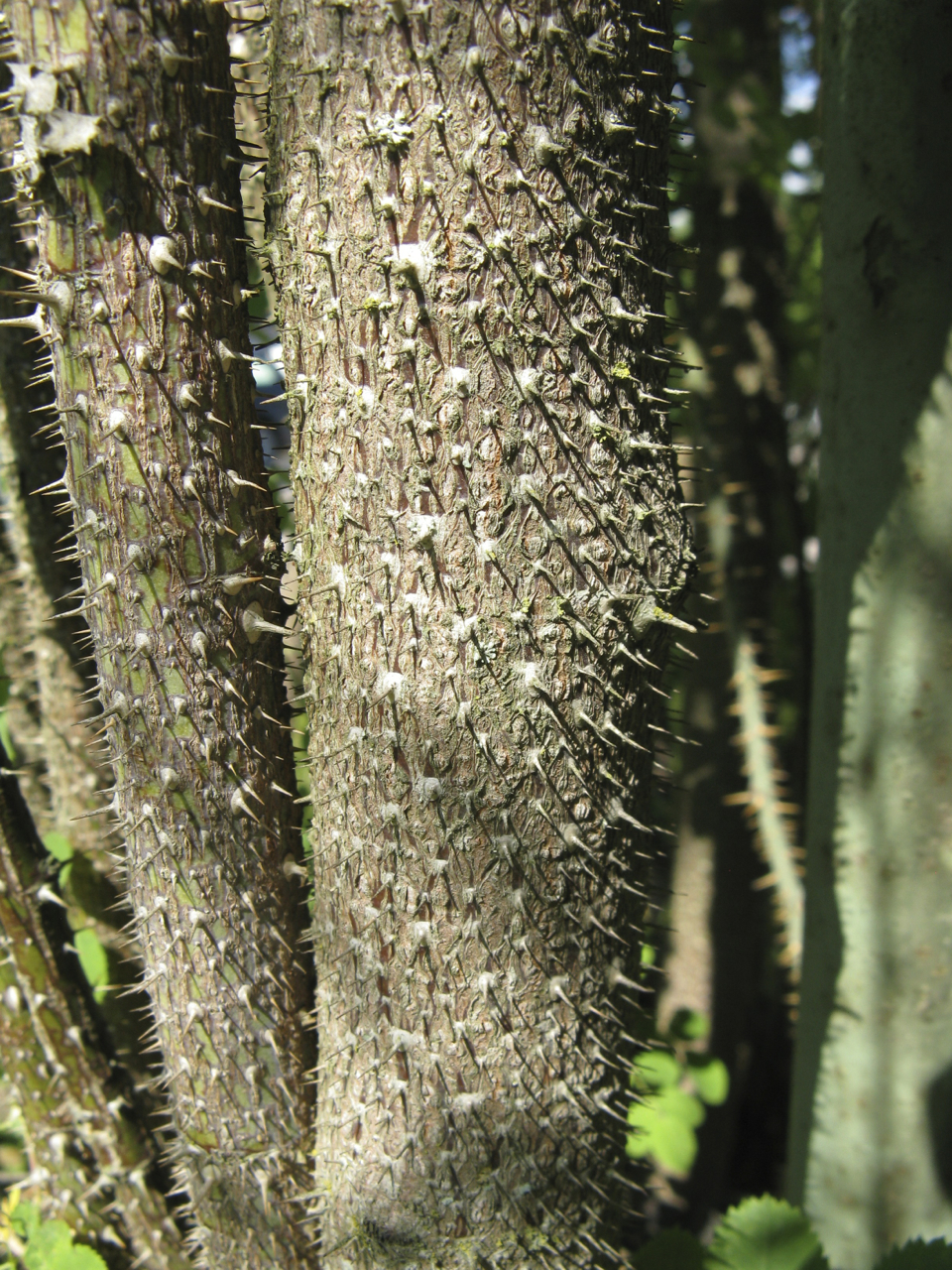
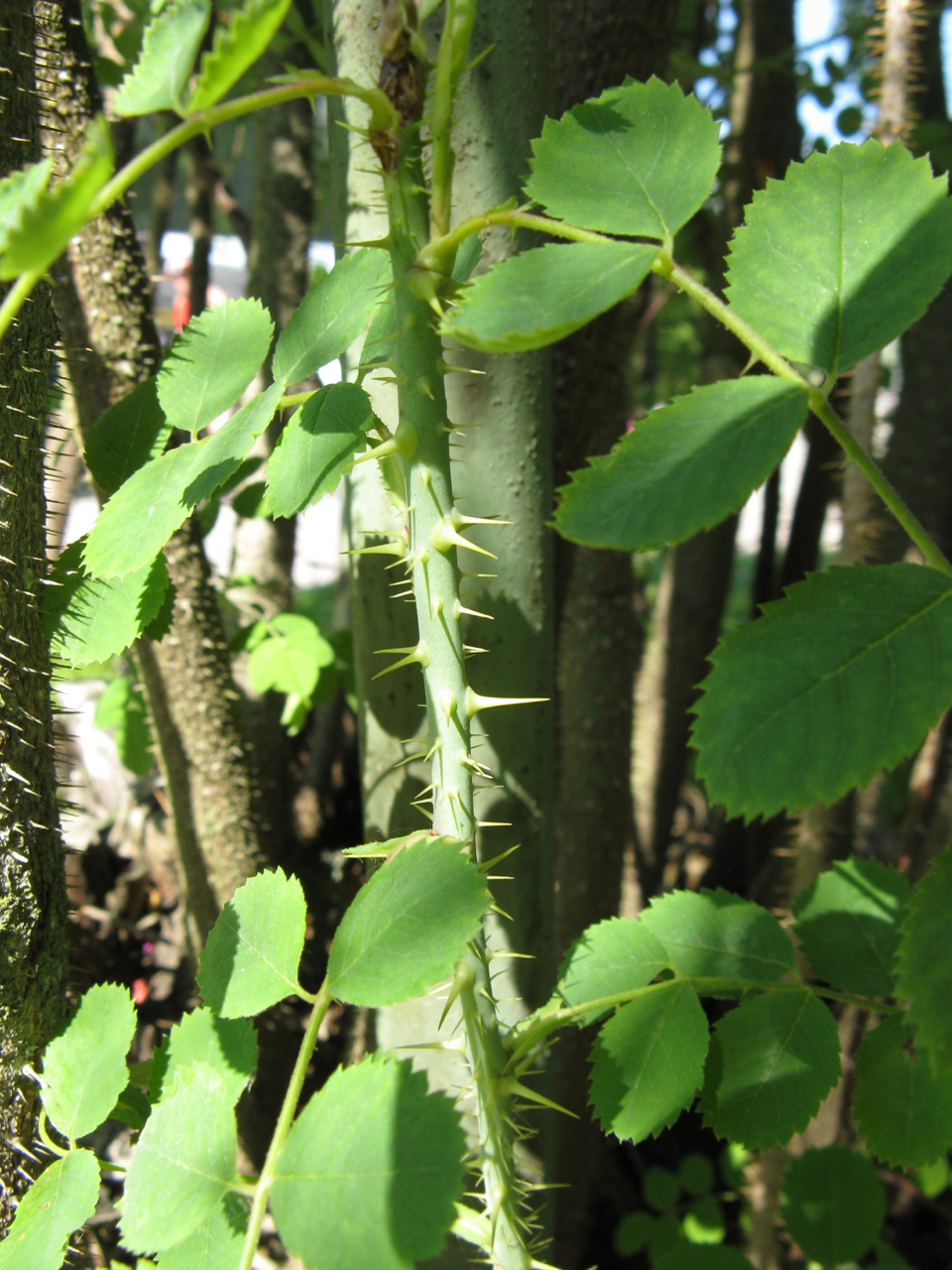